# ファシズムの原理
ファシズムの原理（ファシズムのげんり、伊: La dottrina del fascismo、英: The Doctrine of Fascism）は、ジョヴァンニ・ジェンティーレによって書かれ、ベニート・ムッソリーニの著者名で出版された小論文である。『イタリア百科事典』の「ファシズム」の項目の冒頭部分として、1932年に出版されたのが初出である。

## 概要
『イタリア百科事典』のファシズムに関する全エントリーは847頁から884頁にまたがり、多数の写真や画像が含まれている。そのムッソリーニの小論文は以下の導入部から開始されている。

ムッソリーニのエントリーは、「ベニート・ムッソリーニ」のクレジットの行が付いている847頁から851頁までで、『ファシズムの原理』の以降の全ての翻訳は、この作品（の部分）による。ムッソリーニはファシズムの歴史を振り返り、源流にジョルジュ・ソレル、シャルル・ペギー、ユベール・ラガルデルを挙げている。ムッソリーニの小論文の主要な概念は、ファシズムとは従来のモデルの拒絶であった。
ムッソリーニは、彼が以上の考えを持った後の1940年4月に『ファシズムの原理』の全出版物を可能な限り回収させ、破棄させたが、イタリアやイギリスにあった出版物は生き残り、現在でも世界中の多くの図書館で参照できる。

## 引用
ファシストの国家の概念は全く包括的で、国家の外には人間的または精神的な価値は存在できないか、より少なくしか存在できない。
この理解により、ファシズムは全体主義であり、ファシスト国家は人々の全人生を演奏し開発し潜在能力を引き出す全ての価値を含んだ1つの統合体であり、1つのユニットである。—p. 15
もし誰かが今、戦闘者ファッシが創設された当時の会議記録の断片的な議事録を通読しようとするならば、彼はドクトリンではなく、一連の指針を発見するだろう。—p. 23
この計画は、ギルド（のコーポラティズム）への回帰を示唆するとの反論があるだろうが、全く！ 私はそれゆえにこの要素が国家サンディカリズムによって推進され経済要求に受け入れられる事を願う。—p. 24
ファシズムは、科学的あるいはマルクス主義社会主義の基礎を形成したドクトリンの、正確な否定である。—p. 30
社会主義の後に、ファシズムは民主主義的なイデオロギーの複合体全体を攻撃し、彼らの理論的な根拠と、彼らの応用的または実践的な政策表明の両方を拒絶する。
ファシズムは、多数派であるというまれな事実を通して、多数派が人間社会を統治できるということや、この多数派が定期的な協議という手段によって統治できるということを否定し、普通選挙などの機械的または外部的な事実によって同じレベルにされることはできない人間の、修正できない実りの多い利益をもたらす面に賛成する。—p. 31
ファシズムは、自由主義のドクトリンに対して、政治的および経済的の両方の側面で、明確かつ絶対に反対する。—p. 32